# Saint Georges Gut
Saint Georges Gut ist ein so genannter ghaut (gut), ein ephemeres Gewässer ähnlich einer Fiumara, auf St. Kitts, im karibischen Inselstaat St. Kitts und Nevis.

## Geographie
Der Fluss entspringt im Norden von St. Kitts mit zahlreichen Quellbächen im Nordosthang des Mount Liamuiga und im Nordhang des Verchild’s Peak. Er verläuft nach Norden und mündet bald bei Tabernacle in den Atlantik.